# Mihály Mosonyi
Mihaly Mosonyi opr. (Michael Brand) (født 2. september 1815 i Boldogasszonyfalva, Ungarn (nu Frauenkirchen, Østrig), død 31. oktober 1870 i Budapest, Ungarn) var en ungarsk komponist, pianist og lærer.
Mosonyi var i starten selvlært på blæserinstrumenter og klaver. Han studerede senere klaver og musikteori privat hos Károly Turányi. Han har skrevet to symfonier, orkesterværker, kammermusik, operaer, klaverstykker, instrumentalværker, korværker, vokalværker etc. Han underviste som lærer i klaver og komposition.

## Udvalgte værker
- Symfoni nr. 1 - (i D-dur) (1843-1944) - for orkester
- Symfoni nr. 2 - (i A-mol) (1846) - for orkester